# L'Expert de Hong Kong
Pour plus de détails, voir Fiche technique et Distribution.
L'Expert de Hong Kong (Rob-B-Hood ; 寶貝計劃) est un film d'action hongkongais réalisé par Benny Chan, sorti en 2006.
Le film a bénéficié d'un budget de  16,8 millions HK$ et a été tourné entre décembre 2005 et avril 2006. C'est le deuxième film (avec Le Jeune Tigre) dans lequel Jackie Chan, fatigué de jouer les « gentils », incarne un personnage négatif - un malfaiteur et un joueur compulsif - en plus de 30 ans de carrière.

## Synopsis
Thongs est un expert du vol. Il n'a aucune perspective dans la vie. Son vice est le jeu. Un jour, leur associé « Le concierge », mandaté par le chef d'une triade, lui propose de voler le bébé d'une riche femme. Thong et son complice Octopus réussissent à voler le bébé, mais entre-temps le concierge a été coffré par la police. Ils se retrouvent avec le bébé sur les bras et les vrais truands aux trousses. Ils veulent remettre le bébé au chef Zhang qui n'aime pas qu'on le roule. Mais surprise, le bébé prononce « Papa ! ». Émus, ils décident de le garder. À présent, ils sont à la fois recherchés par les flics et les truands...

## Fiche technique
- Titre original :  Bō Bui Gai Wak (寶貝計劃 / 宝贝计划 / bǎobèi jìhuà)
- Titre international : Rob-B-Hood
- Titre français : L'Expert de Hong-Kong
- Réalisation : Benny Chan
- Scénario : Benny Chan
- Dates de sortie : 
  - Hong Kong : 29 septembre 2006
  - France : 1er juillet 2011 (DVD)

## Distribution
- Jackie Chan (V. F. : William Coryn) : Thongs
- Louis Koo (V. F. : Bruno Choël) : Octopus
- Michael Hui (V. F. : Michel Papineschi) : Le propriétaire
- Charlene Choi (V. F. : Karine Foviau) : Pak Yan
- Yuen Biao (V. F. : Philippe Siboulet) : Inspecteur Steve Mok
- Gao Yuanyuan (V. F. : Kelly Marot) : Melody
- Teresa Carpio (V. F. : Catherine Hamilty) : La femme du propriétaire
- Conroy Chi-Chung Chan (V. F. : Emmanuel Karsen) : Mac Daddy
- Nicholas Tse : Nicholas
- Daniel Wu : Daniel
- Mike Moh